# مجموعة الهيدريد 14
هيدرات المجموعة 14 هي مركبات كيميائية تتكون من ذرات الهيدروجين مع ذرات عناصر المجموعة 14 (مجموعة الكربون في الجدول الدوري) وهي: الكربون والسيليكون والجرمانيوم والقصدير والرصاص والليروفيوم.

## رباعي هيدرات
الصيغة الكيميائية لسلسلة رباعي هيدرات هي XH4، حيث تمثل X أي عنصر في عائلة الكربون. الميثان وهو غاز من غازات الدفيئة ينتج عادة عن طريق تحلل المواد العضوية. الهيدرات المتبقية هي في الغالب هيدرات فلزية سامة غير مستقرة. رباعي هيدرات لها شكل هرمي، لذا فهي ليست جزيئات قطبية مثل هيدريد المستوى الفرعي p الأخرى.
على عكس الهيدرات الخفيفة الأخرى مثل الأمونيا والماء وفلوريد الهيدروجين، لا يُظهر الميثان أي تأثيرات شاذة تُعزى إلى الرابطة الهيدروجينية، وبالتالي فإن خصائصه تتوافق جيدًا مع الاتجاه السائد لهيدرات المجموعة 14 الأثقل.
| المركب                                                  | الصيغة الكيميائية | طول الرابطة | نموذج ملء الفراغ |
| ------------------------------------------------------- | ----------------- | ----------- | ---------------- |
| رباعي هيدريد الكربون كربيد الهيدروجين الميثان (كارباني) | CH4               |             |                  |
| رباعي هيدرات السيليكون سيليسيد الهيدروجين (سيلاني)      | SiH4              |             |                  |
| رباعي هيدرات الجرمانيوم جرمانيد الهيدروجين (جيرمان)     | GeH4              |             |                  |
| رباعي هيدريد القصدير ستانيد الهيدروجين (ستانان)         | SnH4              |             |                  |
| رباعي هيدرات الرصاص بلومبيد الهيدروجين (قطارة)          | PbH4              |             |                  |
| فليروفيوم تتراهيدريد فليروفيد الهيدروجين (فليروفان)     | FlH4              |             |                  |

## سداسي هيدرات
هذه السلسلة لها الصيغة الكيميائية X2H6. يوجد الإيثان بشكل شائع بجانب الميثان في الغاز الطبيعي. الهيدريدات الأخرى أقل استقرارًا من رباعي الهيدرات.
| المركب                                   | الصيغة الكيميائية | طول الرابطة | نموذج ملء الفراغ |
| ---------------------------------------- | ----------------- | ----------- | ---------------- |
| هيكساهيدريد ديكاربون الإيثان (ديكارباني) | C2H6              |             |                  |
| هيكساهيدريد ديسيليكون (ديسيلان)          | Si2H6             |             |                  |
| سداسي هيدريد الديجرمانيوم (ديجيرمان)     | Ge2H6             |             |                  |
| ديتين هيكساهيدريد (ديستانان)             | Sn2H6             |             |                  |
| هكساهيدريد ديديد (دبلوم)                 | Pb2H6             |             |                  |

## أعلى مجموعة 14 هيدريد
تتبع جميع هيدرات المجموعة 14 المشبعة ذات السلسلة المستقيمة الصيغة X n H 2 n +2 ، وهي نفس صيغة للألكانات. العديد من هيدرات المجموعة 14 الأخرى معروفة. يشكل الكربون مجموعة كبيرة ومتنوعة من الهيدروكربونات (مع البروبان والبيوتان بعد الميثان والإيثان بين الألكانات، ولكن أيضًا بما في ذلك الألكينات والألكينات والمركبات الحلقية والمتفرعة، وكذلك الهيدروكربونات العطرية مثل البنزين والتولوين والليمونين)، والتي تشكل دراستها جوهر الكيمياء العضوية.
إلى جانب الهيدروجين، يمكن للكربون تكوين مركبات مع الهالوجينات المتشابهة كيميائيًا، مكونا هاليدات الألكيل. أبسط هذه السلسلة هي الهالوميثان (هاليدات الميثان) التي تحتوي على مركبات مثل ثنائي كلورو الميثان واليودوفورم. تشمل المواد الكيميائية الهامة الأخرى كلوريد الفينيل الذي يستخدم في إنتاج كلوريد متعدد الفاينيل.
عناصر المجموعة 14 الأخرى لديها ميل أقل للسلسلية. يعرف السيلان (SinH2n+2) بسبب وجود n = 1-8 (يتناقص الثبات الحراري مع زيادة n )، وكذلك السيكلوسيلانيس Si5H10 و Si6H12 . وهي غازات عديمة اللون شديدة التفاعل أو سريعة الاشتعال أو سوائل متطايرة. شدة تطايرها هي قيمة متوسطة بين الألكانات والجيرمانات. مركبات السيلان غير المشبعة تم تمييزها بالطيف الطيفي. المركبات التي تحتوي على الهيدروجين وعناصر المجموعة 14 معروفة ومن أشهرها رباعي الإيثيل.
1. ↑  Greenwood and Earnshaw, p. 301.
2. ↑  Greenwood and Earnshaw, p. 337.
3. ↑  Greenwood and Earnshaw, p. 375.